# Хартфорд-колледж (Оксфорд)
Хартфорд-колледж (англ. Hertford College) — один из колледжей Оксфордского университета. Основан в 1874 году.
Выпускником колледжа 1923 года являлся выдающийся английский писатель Ивлин Во, изобразивший колледж в первой части своего самого знаменитого романа — «Возвращение в Брайдсхед». Протагонист романа — Чарльз Райдер, изображён студентом колледжа.
Почетным фелло является выпускник Джон Ландерс.